# دوند (باركشير)
دوند (بالإنجليزية: Downend, Berkshire)‏ هي قرية تقع في المملكة المتحدة في جنوب شرق إنجلترا.